# Uruguayansk peso
Uruguayansk peso ($U - Peso uruguayo) är den valuta som används i Uruguay i Sydamerika. Valutakoden är UYU. 1 Peso = 100 centésimos.
Valutan infördes 1993 och ersatte den tidigare Nuevo Peso som infördes 1975 som i sin tur ersatte den tidigare Peso som infördes 1840. Vid det senaste bytet var omvandlingen 1 Peso = 1 000 Nuevo Pesos.

## Användning
Valutan ges ut av Banco Central del Uruguay - BCU som grundades 1967 och har huvudkontoret i Montevideo.

## Valörer
- mynt: 1, 2, 5 och 10 Peso
- underenhet: 50 centésimos
- sedlar: 5, 10, 20, 50, 100, 200, 500, 1000 och 2000 UYU